# Cervona Dibrova, Camenița
Cervona Dibrova (în ucraineană Червона Діброва) este un sat în comuna Zavallea din raionul Camenița, regiunea Hmelnîțkîi, Ucraina.

## Demografie
Componența lingvistică a localității Cervona Dibrova
     Ucraineană (100%)
Conform recensământului din 2001, toată populația localității Cervona Dibrova era vorbitoare de ucraineană (100%).